# Église Saint-Nicolas des Forges
L'église Saint-Nicolas, anciennement chapelle Saint-Nicolas-de-Myre, est une église catholique située à Gouzon, en France.
L'édifice ainsi qu'une partie du mobilier font l'objet de protections (classements et inscriptions) au titre des monuments historiques.

## Localisation
L'église est située dans le quart nord-est du département français de la Creuse, sur la commune de Gouzon, au cœur du village des Forges, séparée de la rue par son cimetière.

## Historique et architecture
L'histoire de la construction de cette petite église de campagne n'est pas connue. Elle ne comprend qu'une seule nef. Un arc triomphal sépare l'ancienne chapelle, le chœur de l'église actuelle, de son prolongement par la nef. Derrière l'autel a été installée la sacristie.
Le classement de l'église au titre des monuments historiques date du 21 mai 1969 pour le chœur (abside et travée droite), y compris les peintures murales qu'il renferme.
Les façades et toitures de la nef et du clocher ont été inscrites au titre des monuments historiques le 23 juillet 1973.

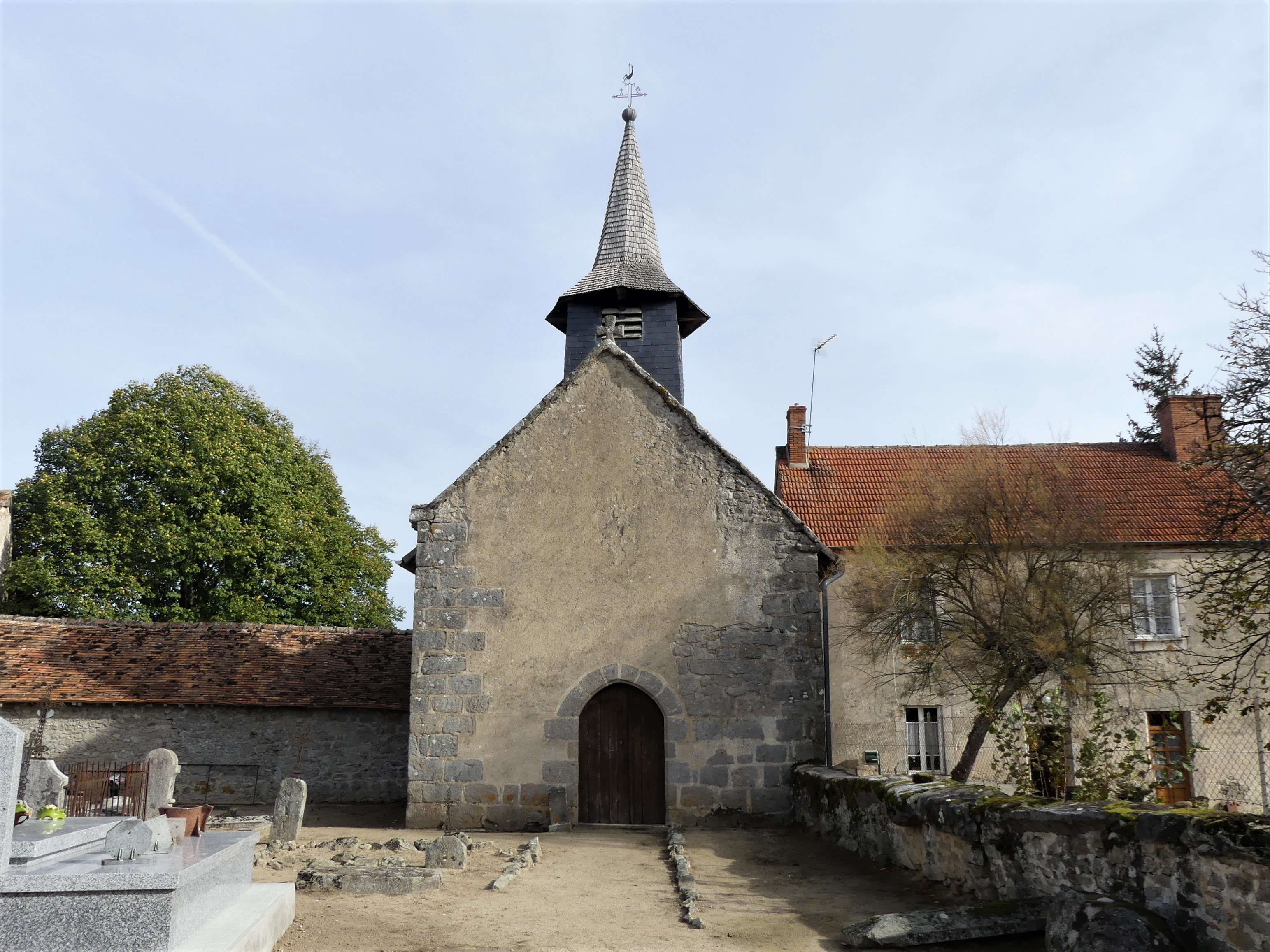
Le cimetière et la façade ouest de l'église.
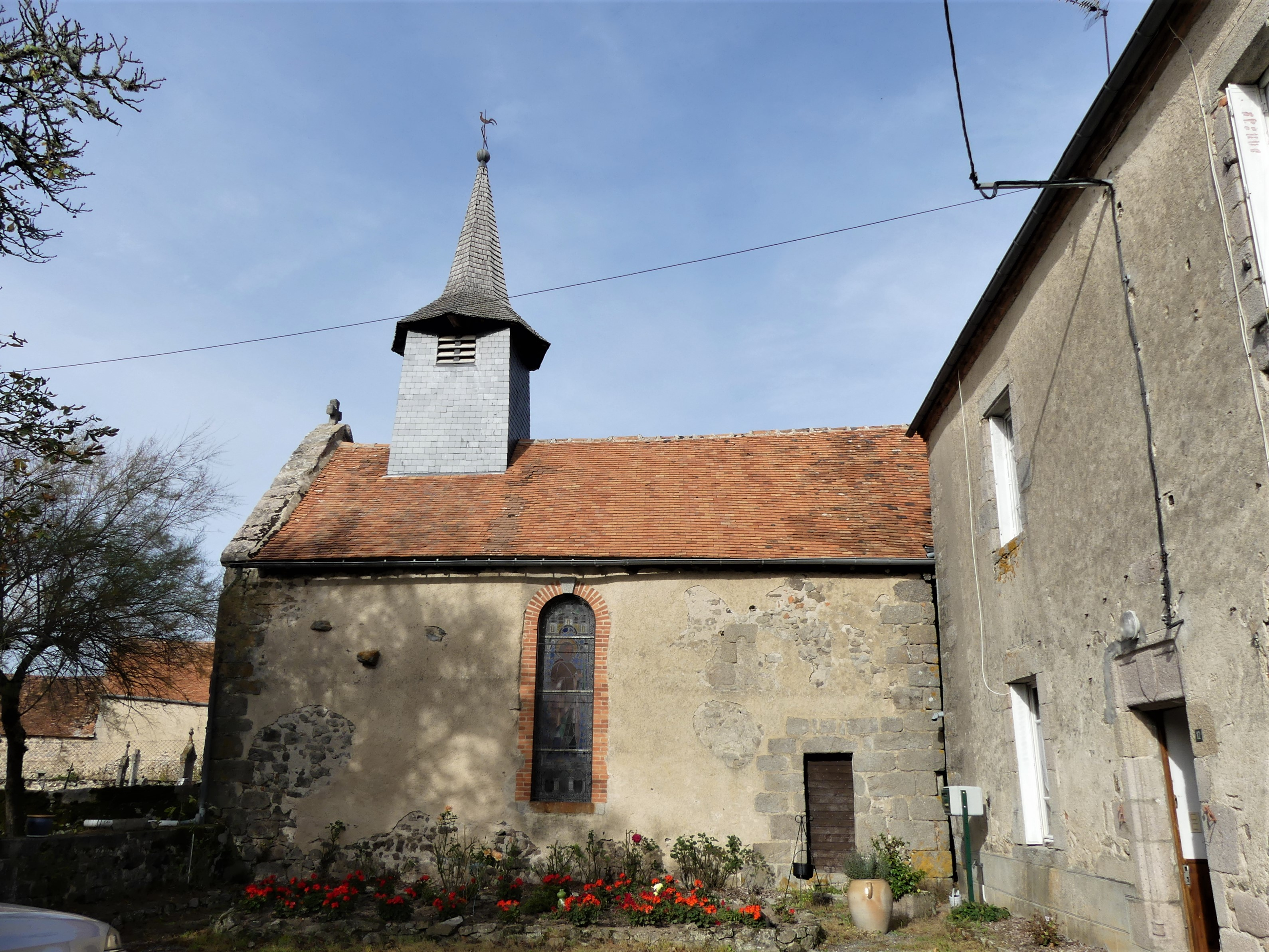
La façade sud.
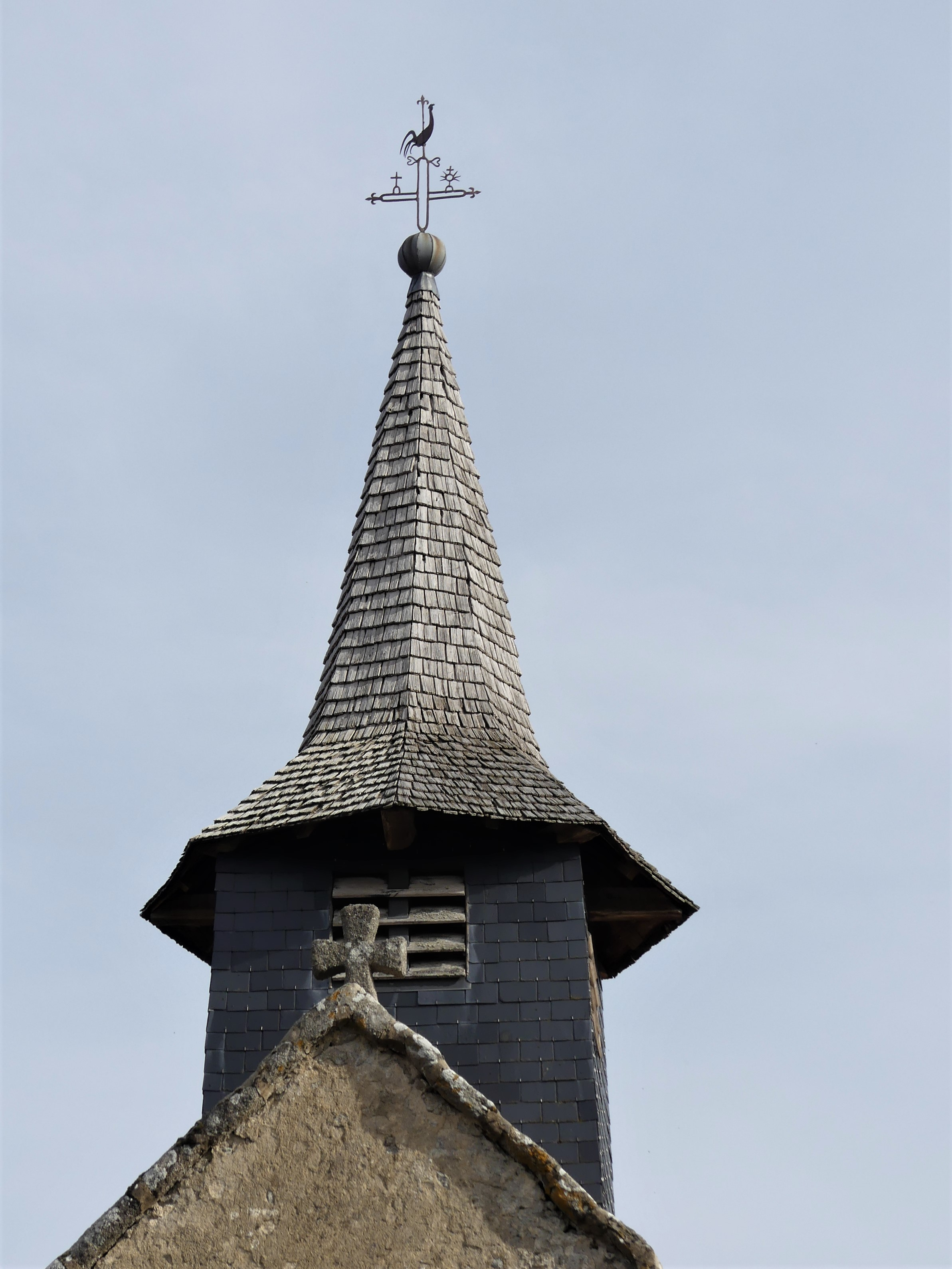
Le clocher recouvert de bardeaux.
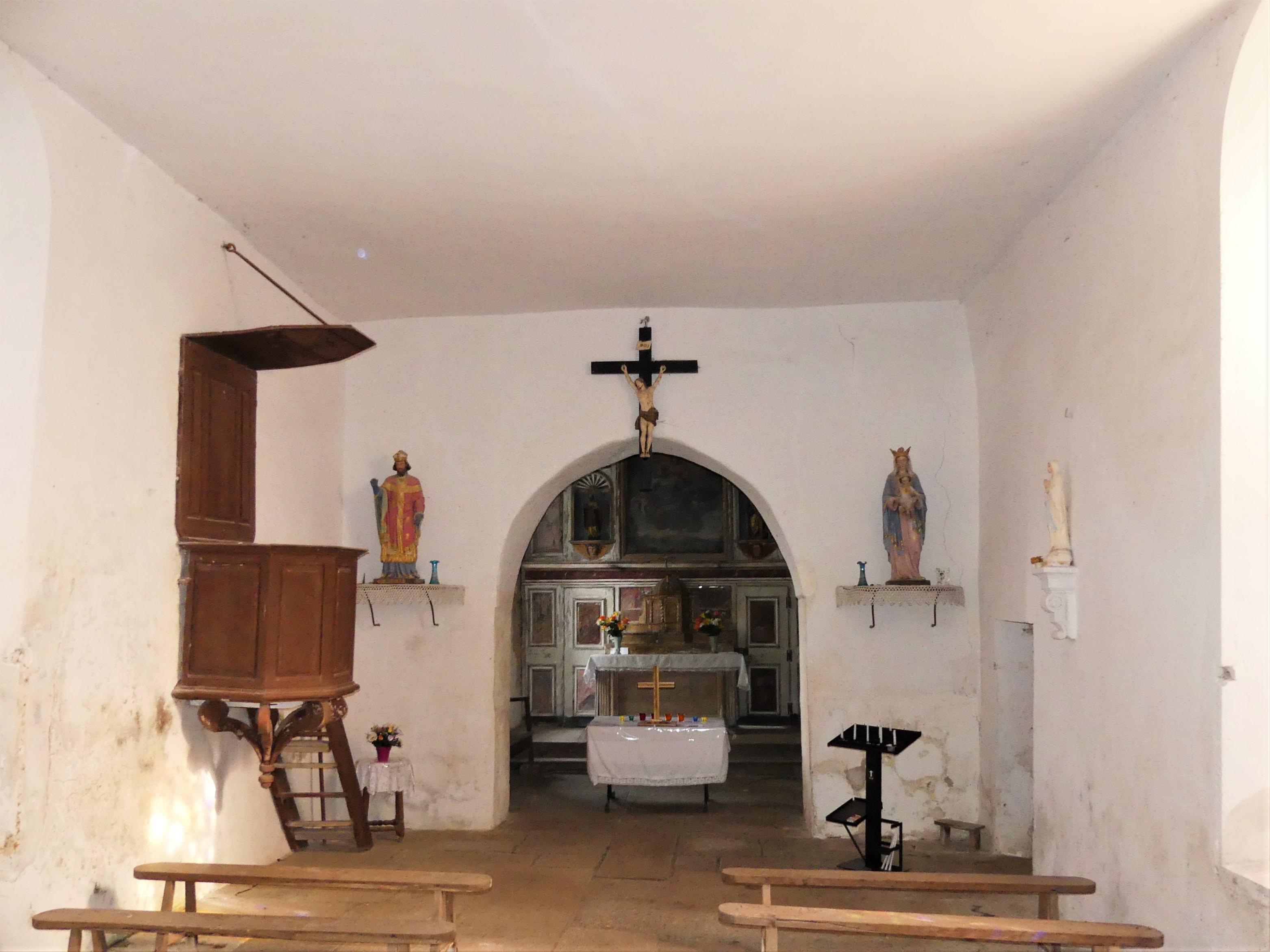
La nef, la chaire et l'arc triomphal.

## Peintures murales

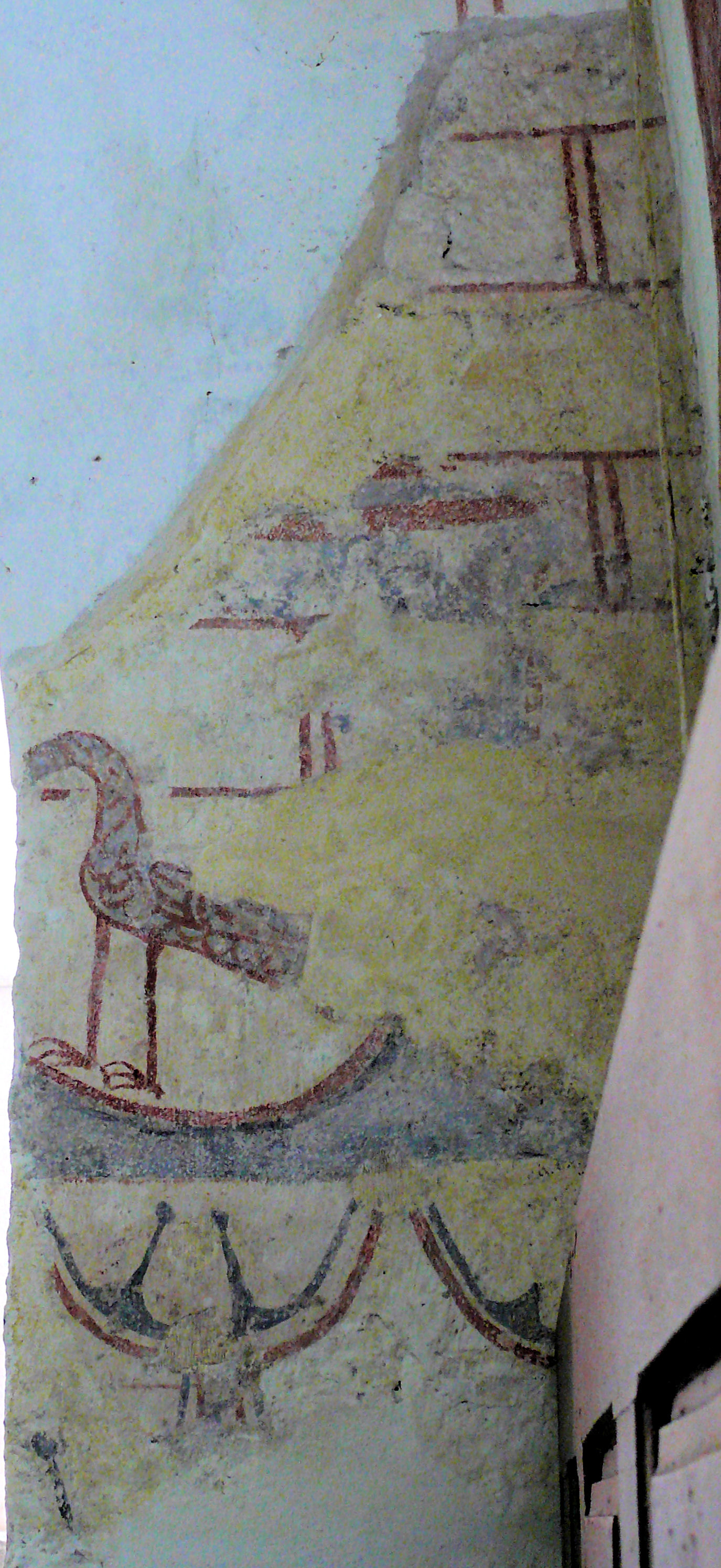
Peintures du IXe siècle sur la retombée de gauche de l'arc triomphal.

Ce qui est connu, c'est l'histoire de la découverte des peintures murales. Elle commence un matin, dans les années 1950, quand le sonneur de cloches aperçoit des peintures sur un mur alors que la veille celui-ci était intact, l'humidité due à une infiltration d'eau ayant entre-temps fait tomber un morceau de plâtre. Il signale sa découverte au prêtre de la paroisse qui en fait part au service des Beaux-Arts. Rien ne se passe jusqu'à une visite du service des Beaux-Arts, en 1968, qui entraîne le classement de ces peintures le 10 octobre 1968 au titre des monuments historiques, à titre d'objet. Elles entraînent l'année suivante le classement partiel de l'église.
En 1971, la directrice de l'école des Beaux-Arts de Tours, commence un travail minutieux de sondage et de dépose du plâtre qui recouvre les enduits. Progressivement, elle découvre que sous une peinture du XIVe siècle s'en trouve une autre du XIIe siècle. Elle fait ainsi apparaître cinq personnages parmi lesquels ont été identifiés les apôtres Barthélemy, Philippe et Simon-Pierre.
En continuant ses recherches, elle découvre un oiseau et un réseau de rectangles, qu'elle reconnaît comme des peintures carolingiennes du IXe siècle. Ces peintures ont été réalisées sur un enduit frais de sable et de chaux. Les peintures du XIIe siècle et XIVe siècle ont été exécutées sur un enduit sec de sable et de chaux.
Les peintures carolingiennes se trouvent en partie supérieure et les retombées, côté chœur, de l'arc triomphal séparant la petite chapelle primitive de la nef actuelle où on peut voir l'oiseau, côté gauche de l'église, des motifs géométriques et floraux. Les peintures utilisées sont des ocres, des jaunes, des rouges, des terres de Sienne et des noirs sur fond blanc. 
Dans la sacristie située derrière le chœur, les murs révèlent des peintures du XIIe siècle, notamment un vieillard de l'Apocalypse.
Une peinture du XIVe siècle représentant trois Apôtres se voit à droite de l'autel. Il est probable que les douze apôtres étaient peints mais certains ont disparu à la suite de travaux ultérieurs.
Les peintures ont été ensuite consolidées pour les fixer et les mettre à l'abri d'éventuelles attaques bactériennes.

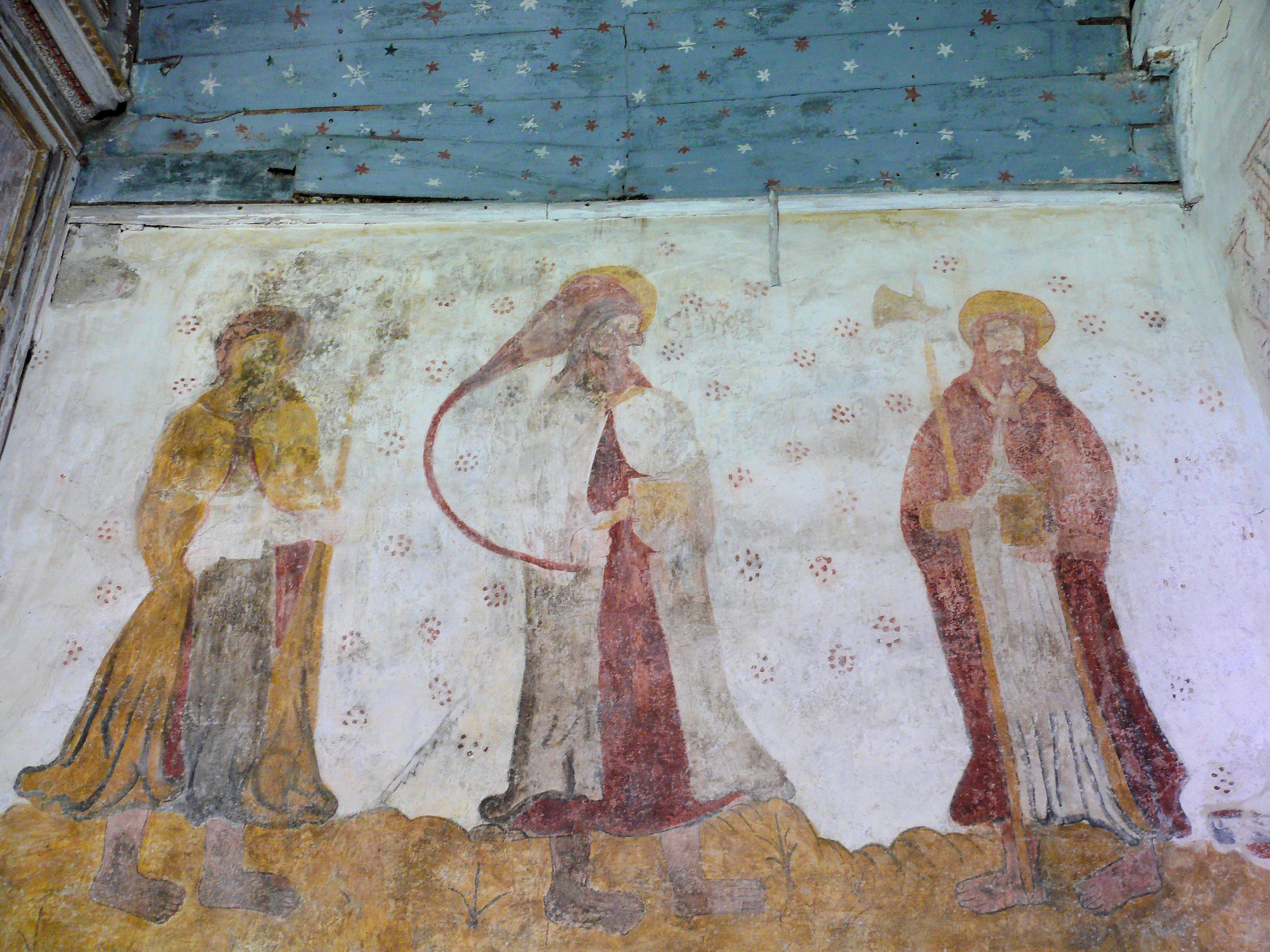
Peinture du XIVe siècle représentant trois apôtres.
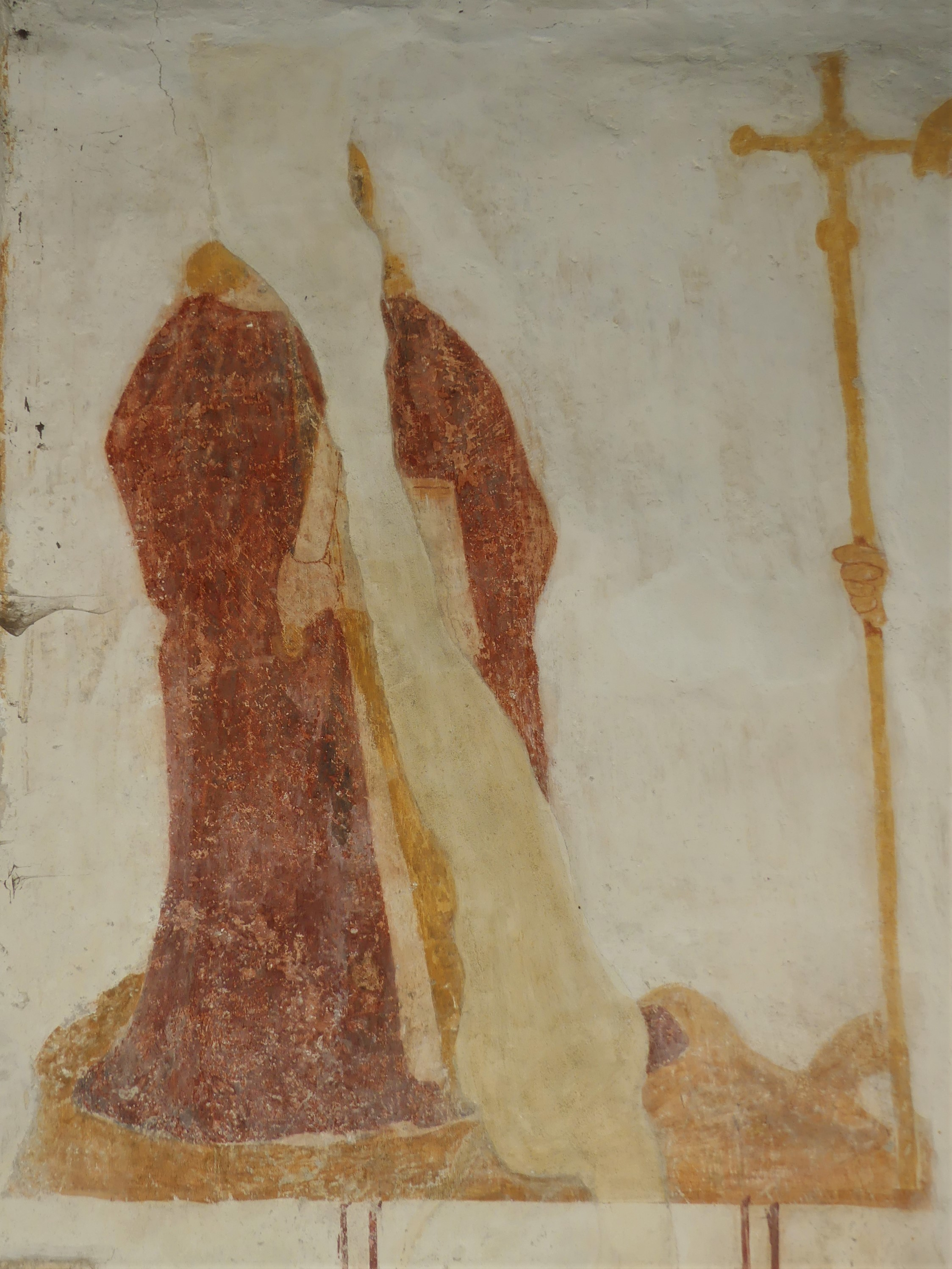
Peinture murale du mur nord du chœur.
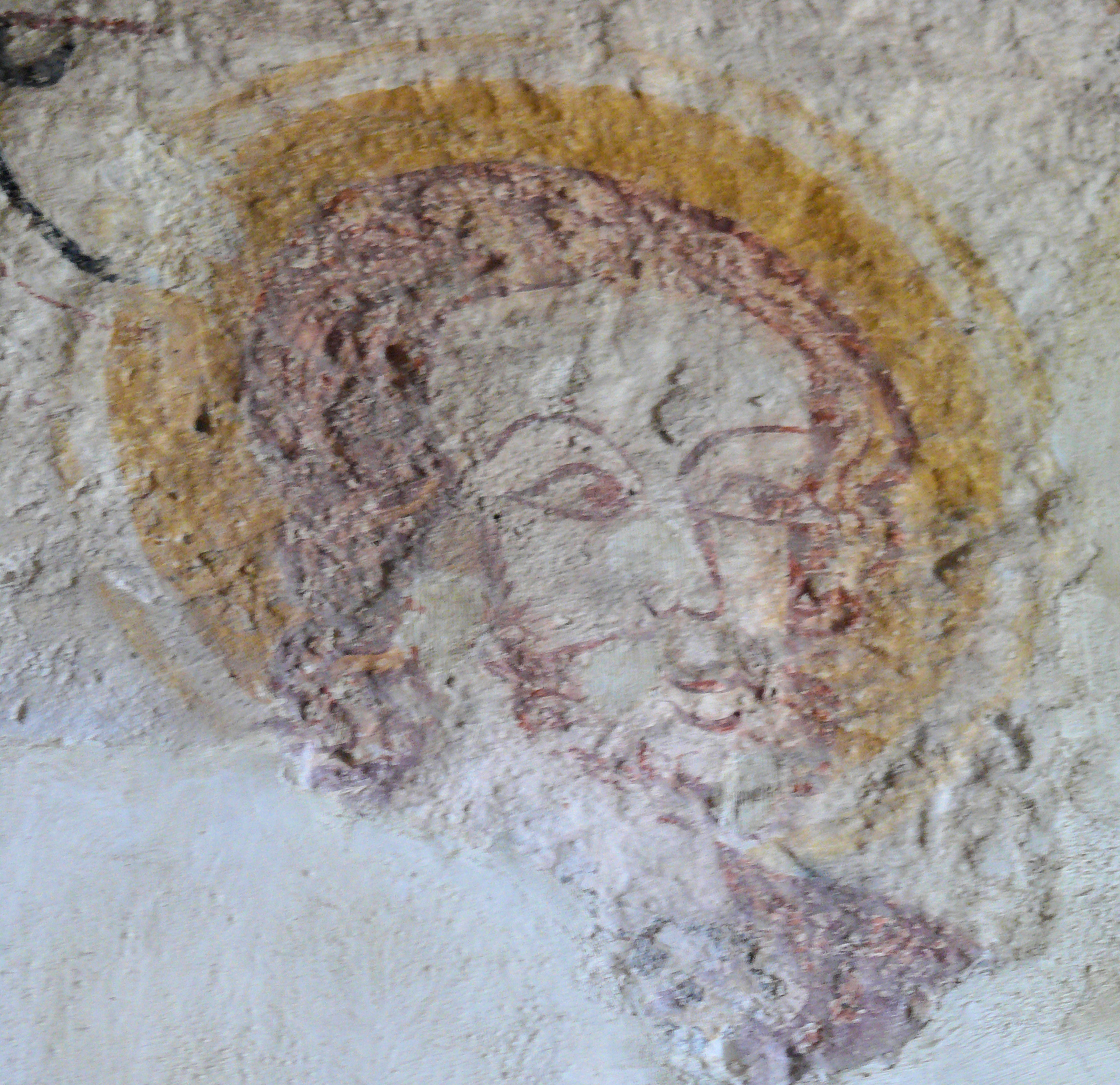
Peinture du XIIe siècle dans la sacristie.
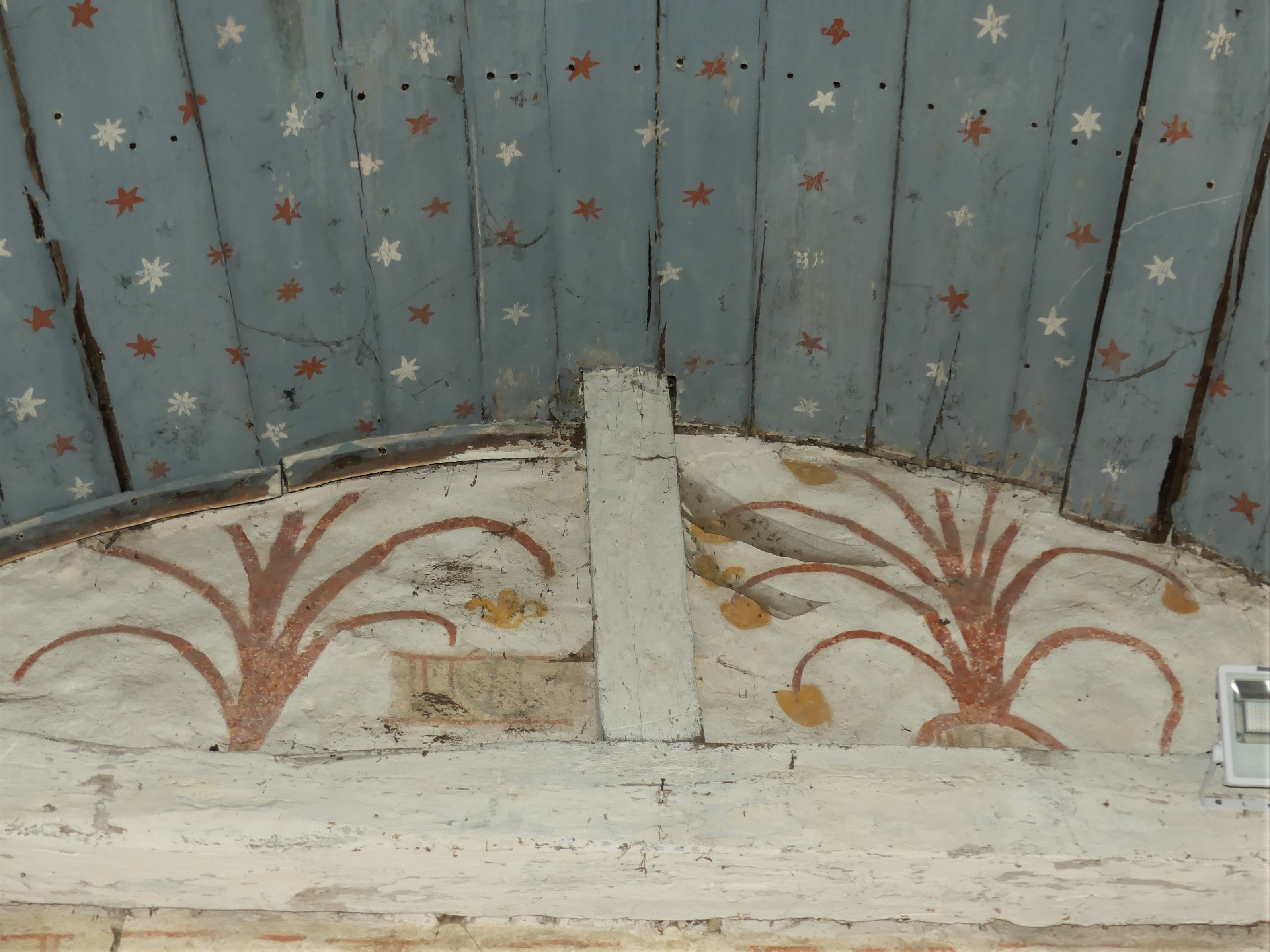
Motifs floraux.

## Mobilier
Outre les peintures murales, quelques autres éléments mobiliers sont inscrits au titre des monuments historiques. L'ensemble du maître-autel du XVIIe – XVIIIe siècle, composé de l'autel, de deux gradins d'autel, du tabernacle, d'un retable, et de son tableau, subdivisé en deux sous-ensembles,, est inscrit en date du 21 juin 2006.
Dans deux niches du retable ont été installées deux statues polychromes du XVIIe siècle en bois, inscrites le 22 avril 1977, représentant saint Jean-Baptiste et un saint évêque (qui pourrait personnifier saint Nicolas).
Le tabernacle présente trois pans, avec une avancée séparée des deux côtés par des colonnettes torses. Le tableau du retable est une représentation de l'Assomption de Marie.
Par ailleurs, des éléments d'un antependium du XVIIe siècle en cuir — conservés en dehors de l'église — ont été inscrits à la même date que le maître-autel.

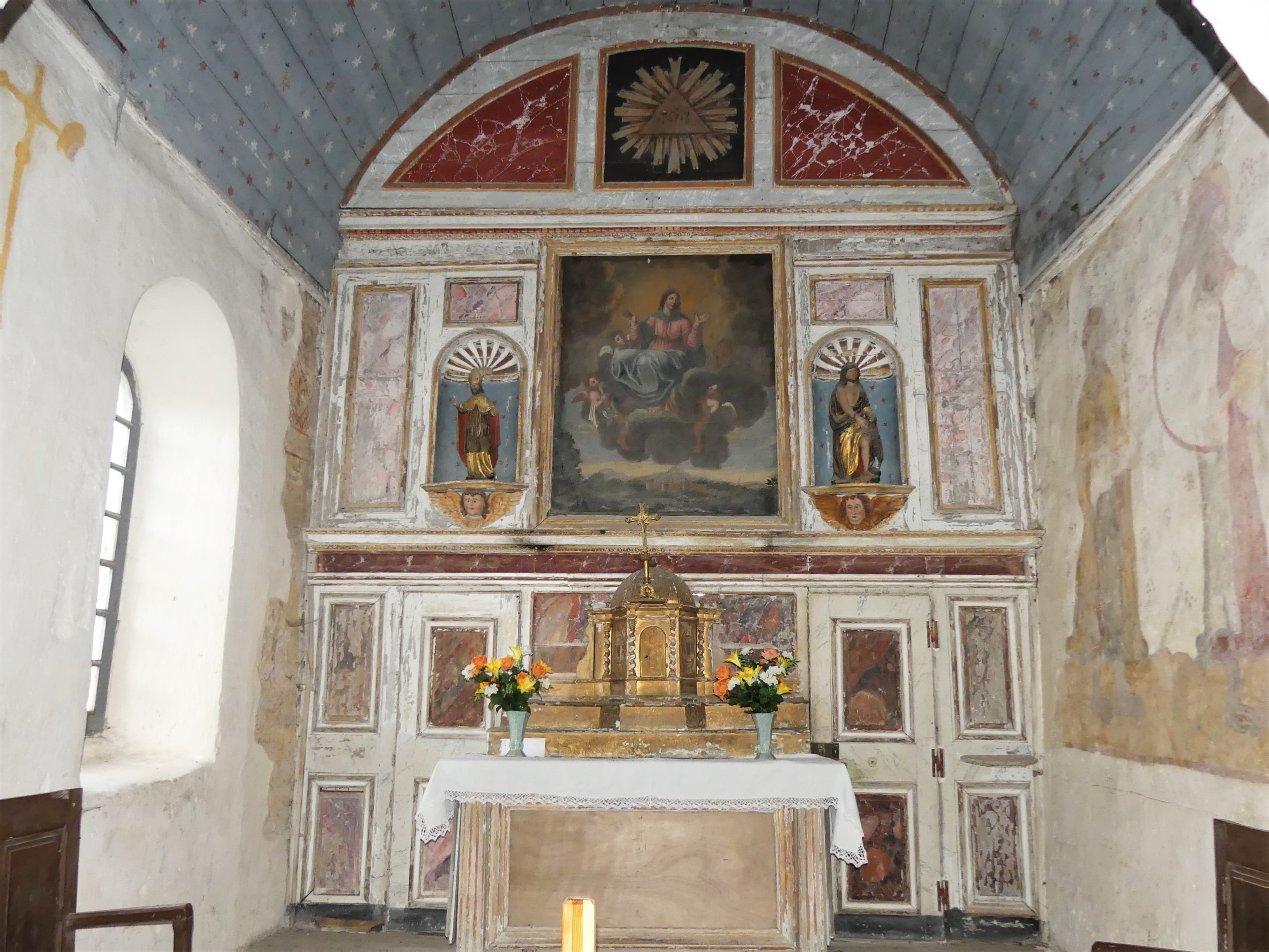
Le maître-autel, avec autel, tabernacle et retable.
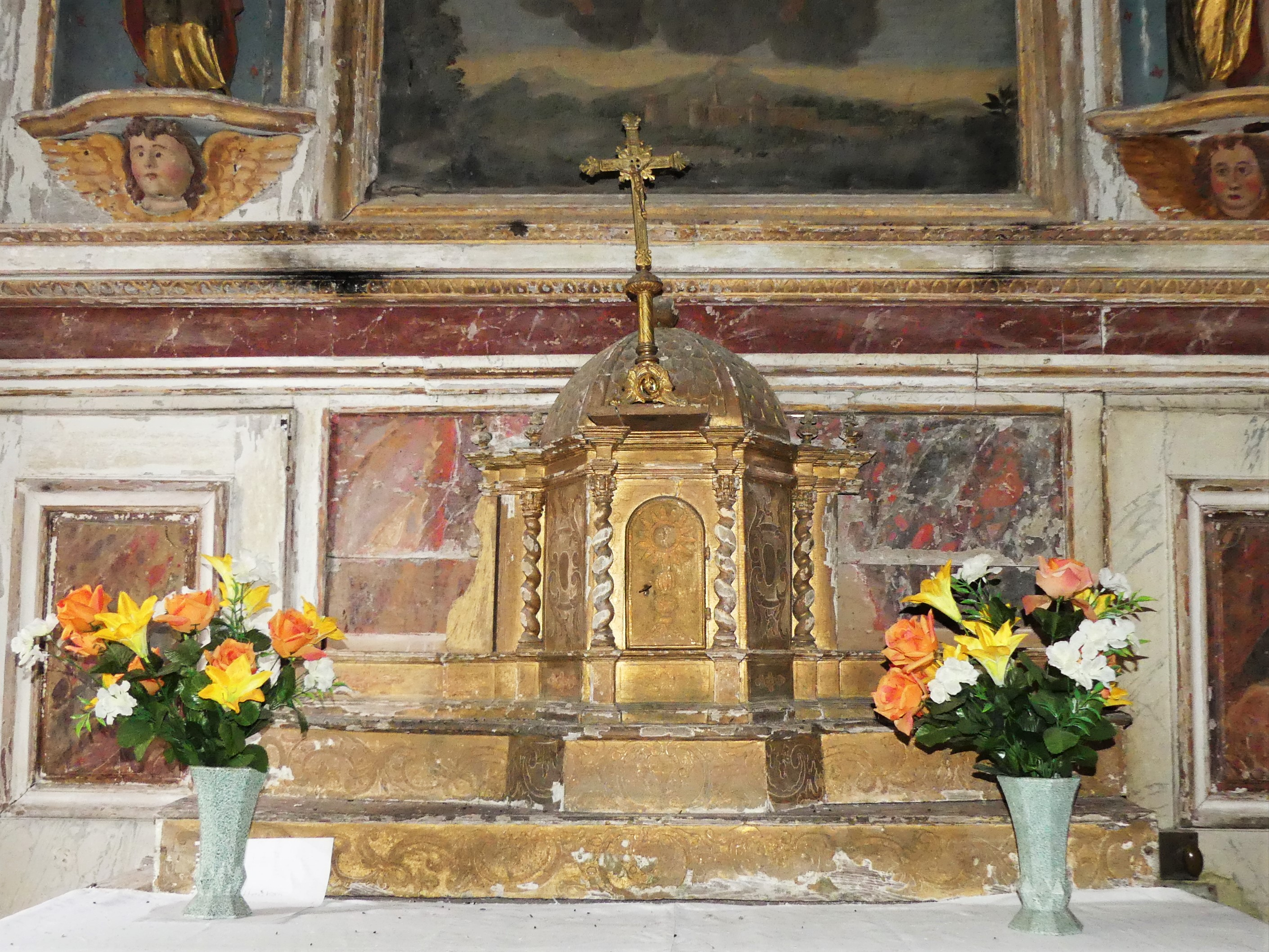
Le tabernacle.
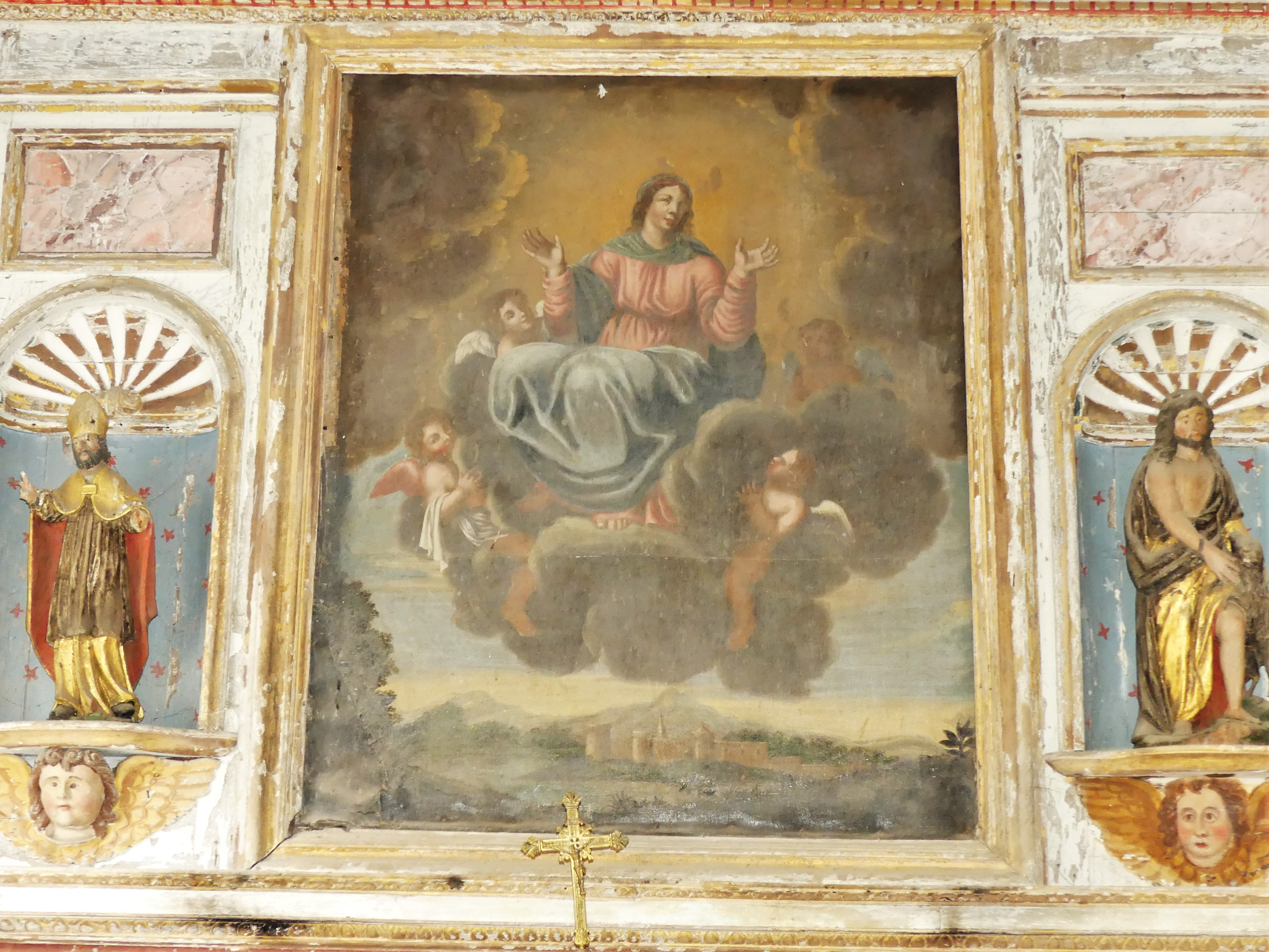
Le tableau du retable.
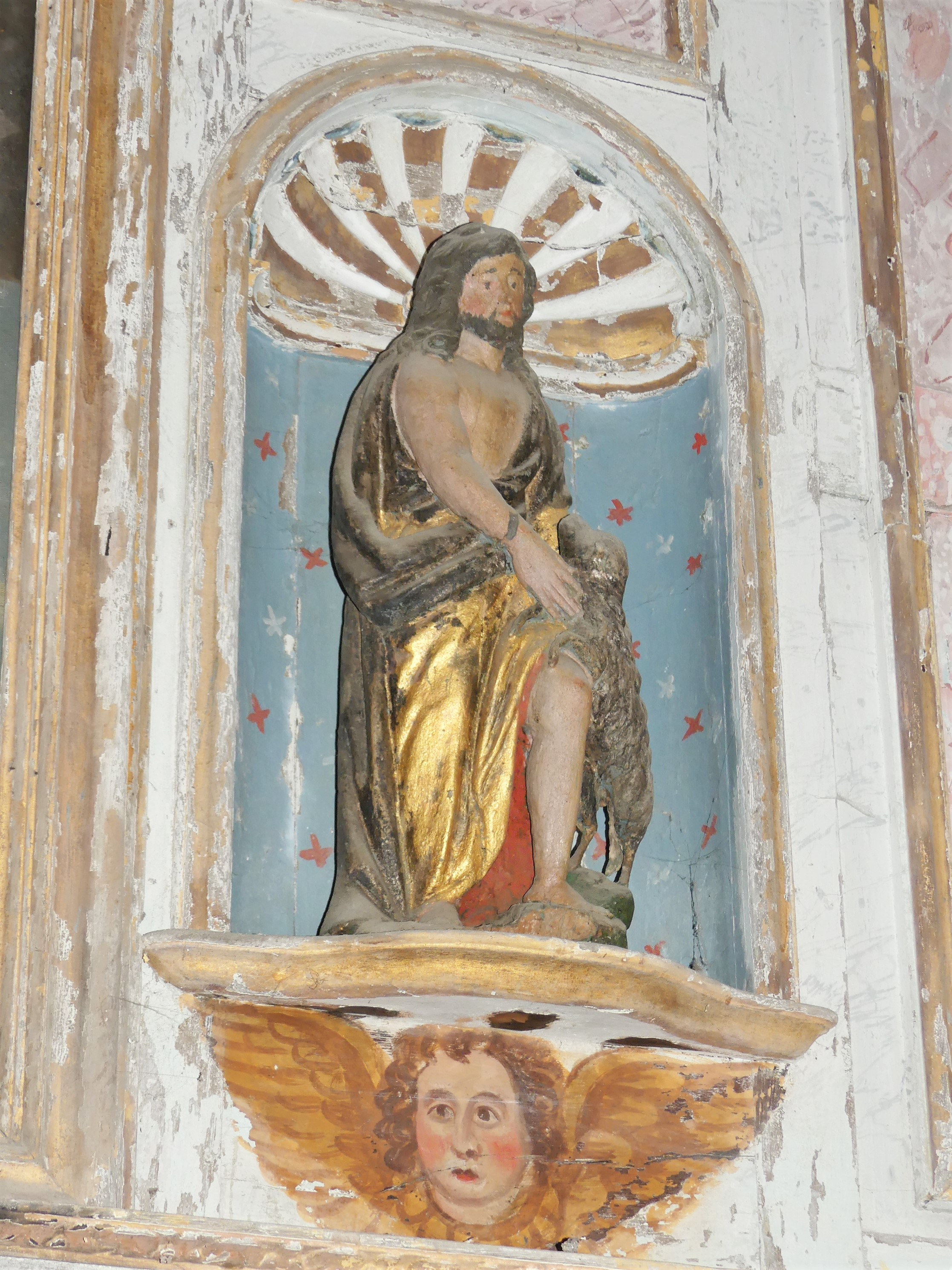
La statue représentant saint Jean-Baptiste.
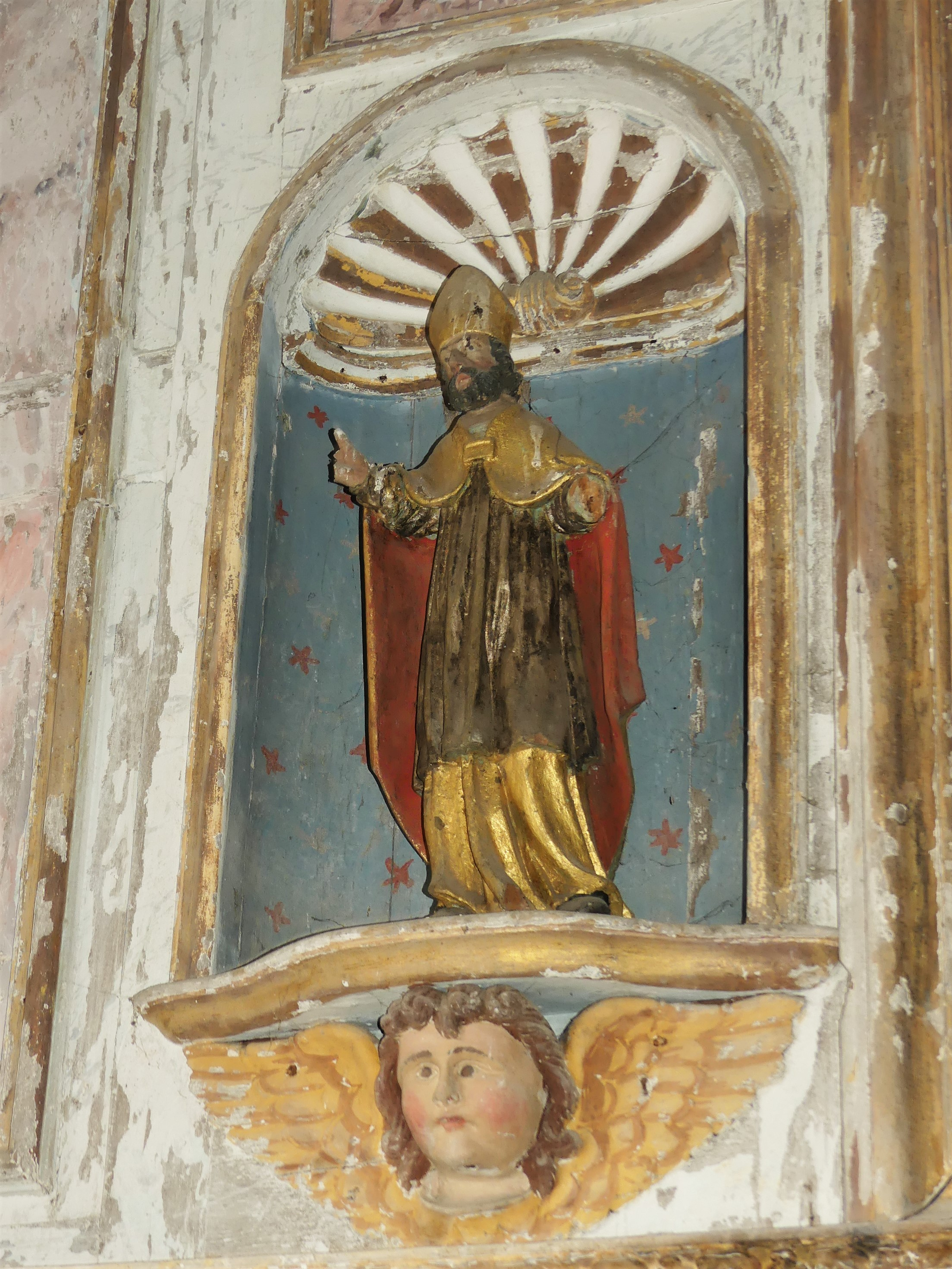
La statue représentant le saint évêque.
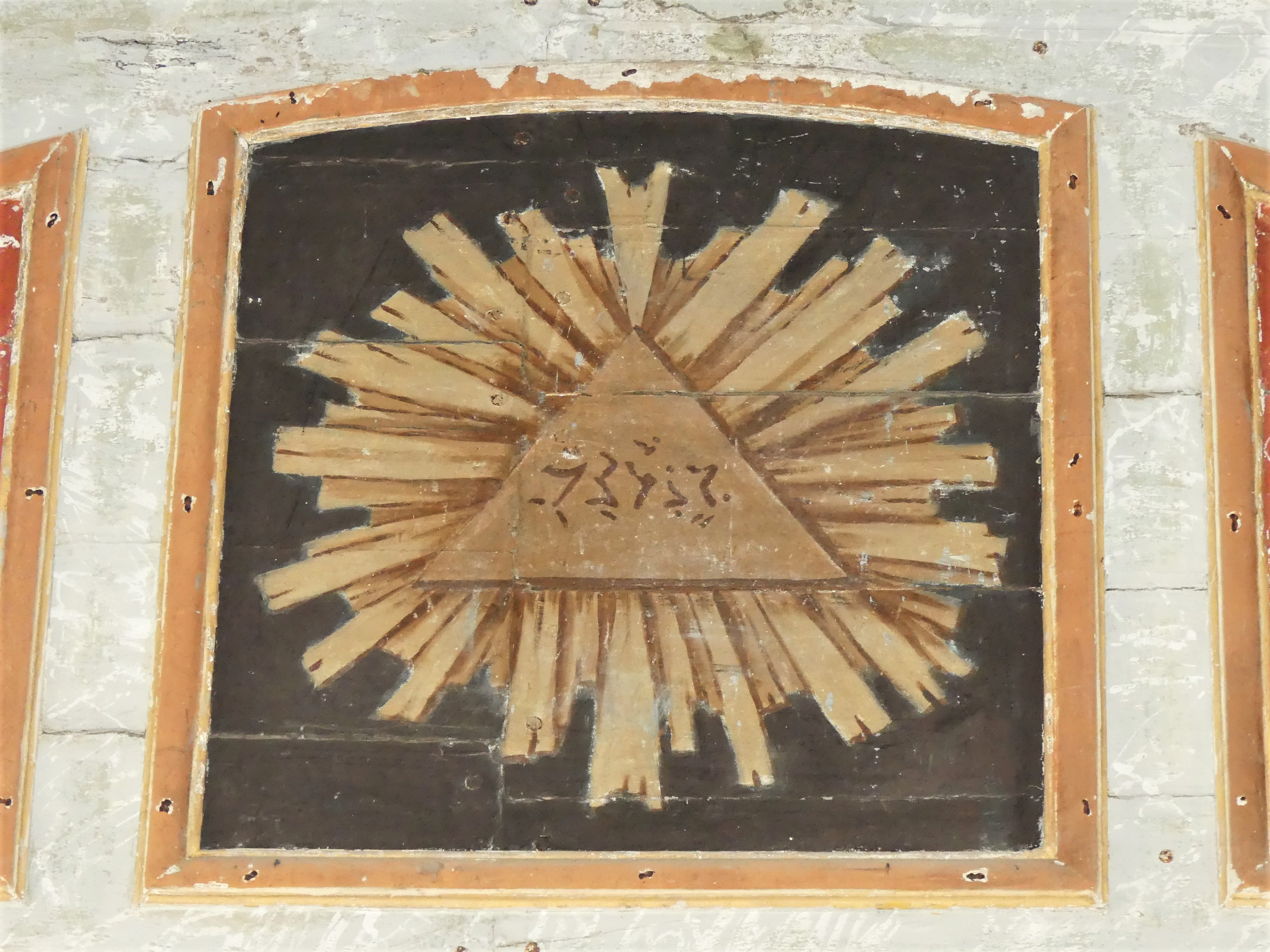
Peinture représentant la Trinité, en haut du retable.